# Tre hjärtan
För byggnaden, se Tre Hjärtan (byggnad)
Tre hjärtan (tidigare Gunnel af Borgå) är en svensk skonare med Halmstad som hemmahamn.
Hon är byggd 1946 i Borgå och var då riggad som galeas. Fram till 1966 fraktade hon timmer på Östersjön. Idag är hon ett charterfartyg som seglar på Västkusten men även till hamnfestivaler runt om i Östersjön.